# Стенамма Вествуда

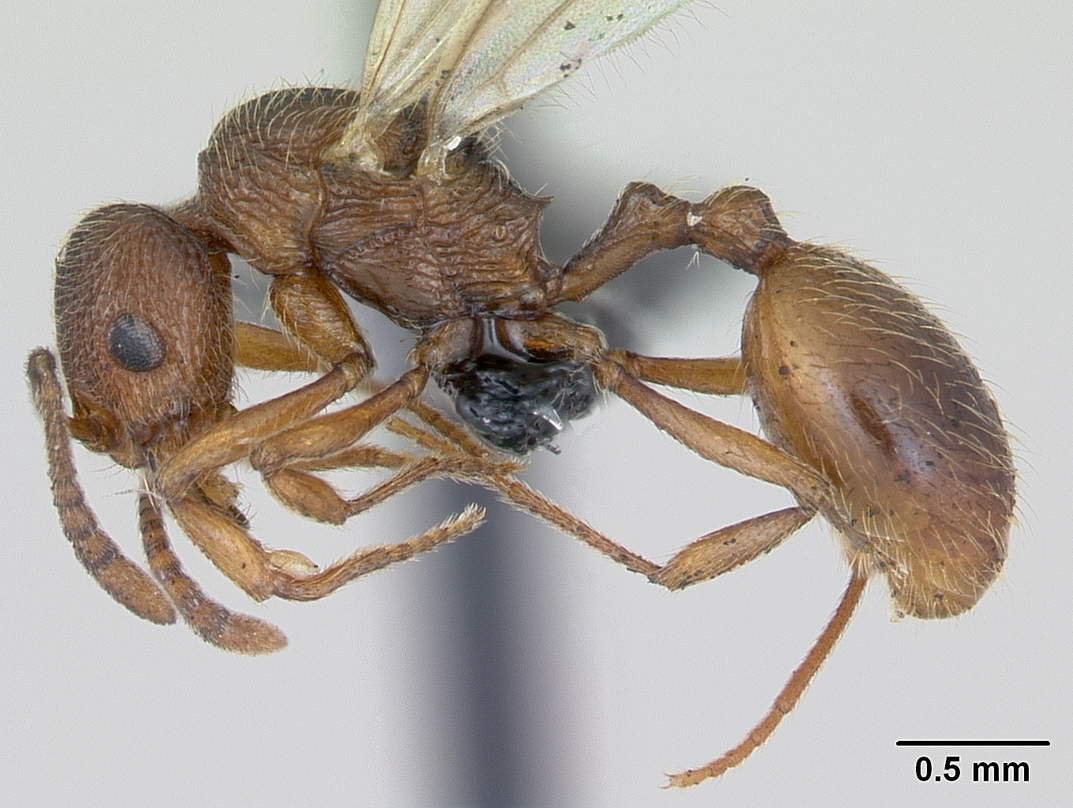
Крылатая самка Stenamma westwoodii, вид сбоку

Стенамма Вествуда (Stenamma westwoodii) — вид мелких муравьёв рода Stenamma из подсемейства Myrmicinae (Formicidae). Палеарктика. Включён в Красную книгу Пермского края (2008) в приложение со списком животных, состояние которых требует особого внимания.

## Распространение
Западная Палеарктика: Южная и Центральная Европа от Испании до Крыма и Кавказа и от Италии до Южной Скандинавии (Collingwood, 1979). В России от Северного Кавказа до Казани, лесостепи и моховые боры на песчаных почвах центрального Черноземья (Воронежская область, Курская область), а также обнаружен в Пермском краю. В Крыму редок (отмечен в основном в горно-лесной части), а на Кавказе встречается в широколиственных лесах выше 500 м.

## Описание
Мелкого размера муравьи жёлтовато-бурого цвета (рабочие имеют длину 3—4 мм; матки до 4,7 мм). Длина головы рабочих (HL) 0,83—0,92 мм; ширина головы рабочих (HW) 0,68 — 0,78 мм; длина скапуса усика рабочих (SL) 0,63—0,70 мм. Стебелёк между грудкой и брюшком состоит из двух узловидных члеников (петиоль и постпетиоль). Семьи малочисленные и моногинные, содержат до 150 рабочих и одну матку. Гнездятся под камнями, между корней и во мху в сырых лесах. Сборщики падали и хищники, охотящиеся за мелкими насекомыми и клещами. Крылатые особи отмечены с августа по октябрь.

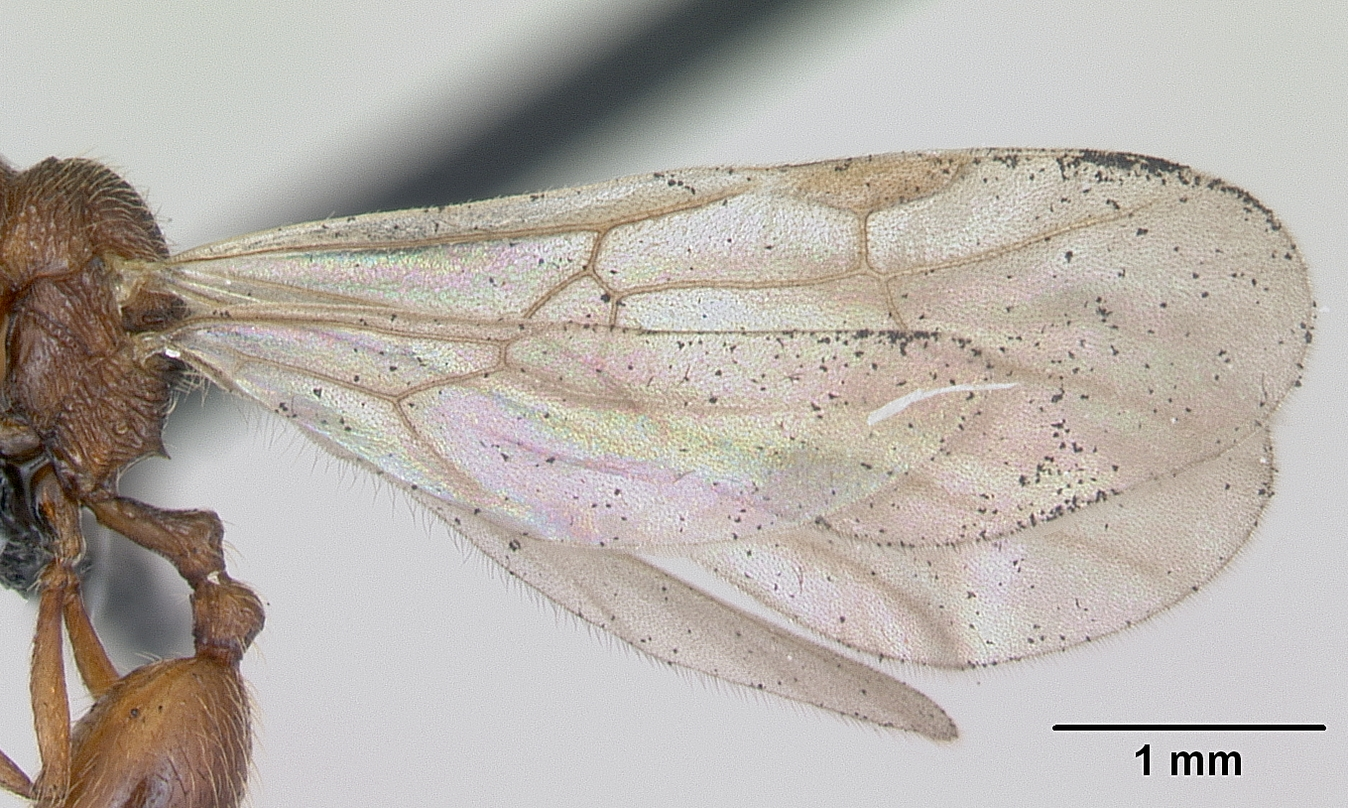
Жилкование крыла

## Систематика
Подвиды:. Таксон Stenamma westwoodii asiaticum Ruzsky, 1905 предположительно относится к другому виду, так как описан из Средней Азии, где Стенамма Вествуда не отмечена.
- Stenamma westwoodii asiaticum Ruzsky, 1905
- Stenamma westwoodii msilanum Forel, 1901
- Stenamma westwoodii westwoodii Westwood, 1839